# Ливана
Ливана је насељено место у саставу општине Чепин, у Осјечко-барањској жупанији, Република Хрватска.

## Историја
До територијалне реорганизације у Хрватској налазила се у саставу старе општине Осијек.

## Становништво
На попису становништва 2011. године, Ливана је имала 650 становника.

## Попис 1991.
На попису становништва 1991. године, насељено место Ливана је имало 634 становника, следећег националног састава:
| Попис 1991.‍  | Попис 1991.‍  | Попис 1991.‍ | Попис 1991.‍ | Попис 1991.‍ |
| ------------ | ------------ | ----------- | ----------- | ----------- |
|              |              |             |             |             |
| Хрвати       | Хрвати       |             | 406         | 64,03%      |
| Срби         | Срби         |             | 190         | 29,96%      |
| Мађари       | Мађари       |             | 8           | 1,26%       |
| Југословени  | Југословени  |             | 7           | 1,10%       |
| Словаци      | Словаци      |             | 4           | 0,63%       |
| Македонци    | Македонци    |             | 1           | 0,15%       |
| Словенци     | Словенци     |             | 1           | 0,15%       |
| Црногорци    | Црногорци    |             | 1           | 0,15%       |
| остали       | остали       |             | 1           | 0,15%       |
| неопредељени | неопредељени |             | 11          | 1,73%       |
| непознато    | непознато    |             | 4           | 0,63%       |
| укупно: 634  |              |             |             |             |